# Шварцбах (Тюрингія)
Шварцбах (нім. Schwarzbach) — громада в Німеччині, розташована в землі Тюрингія. Входить до складу району Грайц. Складова частина об'єднання громад Мюнхенбернсдорф.
Площа — 4,93 км2. Населення становить 212 ос. (станом на 31 грудня 2021).